# Automolis hecqi
Automolis hecqi là một loài bướm đêm thuộc phân họ Arctiinae, họ Erebidae.